# 1987年の日本公開映画
- 映画 > 映画の一覧 > 年度別日本公開映画 > 1987年の日本公開映画
- 映画 > 1987年の映画 > 1987年の日本公開映画

1987年の日本公開映画（1987ねんのにほんこうかいえいが）では、1987年（昭和62年）1月1日から同年12月31日までに日本で商業公開された映画の一覧を記載。作品名の右の丸括弧内は製作国を示す。
記載の凡例については年度別日本公開映画#凡例を参照

## 作品一覧

### 1月
- 15日
  - 悪魔の毒々モンスター( アメリカ合衆国)
  - ザ・フライ( アメリカ合衆国)
  - 炎のストライカー( アメリカ合衆国)
  - 夜汽車( 日本)
- 17日
  - ゴースト・ハンターズ( アメリカ合衆国)
  - キス・ミー・ケイト( アメリカ合衆国)
  - 満月の夜( フランス)
  - 首都消失( 日本)
  - 映画女優( 日本)
- 24日
  - エルム街の悪夢2 フレディの復讐( アメリカ合衆国)
  - バロウズ( アメリカ合衆国)
  - ラジオアクティブ・ドリーム( アメリカ合衆国)
  - 恋は魔術師( スペイン/ フランス)
  - デコーダー( 西ドイツ)
  - タンゴ ガルデルの亡命( アルゼンチン/ フランス)
  - 瀬戸内少年野球団 青春篇 最後の楽園( 日本)
- 31日
  - ハートブレイク・リッジ/勝利の戦場( アメリカ合衆国)
  - レポマン( アメリカ合衆国)

### 2月
- 7日
  - 紅い眼鏡/The Red Spectacles( 日本)
  - 自由な女神たち( 日本)
  - 青春かけおち篇( 日本)
  - 白日夢 （ 日本）
  - 敵( トルコ)
  - マルサの女( 日本)
  - モスキート・コースト( アメリカ合衆国)
- 11日
  - デッドリー・フレンド( アメリカ合衆国)
- 14日
  - オーバー・ザ・トップ( アメリカ合衆国)
  - カンフーキッド/好小子( 台湾)
  - 高卒物語( アメリカ合衆国)
  - シーズ・ガッタ・ハヴ・イット( アメリカ合衆国)
  - スケバン刑事( 日本)
  - ハンナとその姉妹( アメリカ合衆国)
- 20日
  - ロンリー・ブラッド( アメリカ合衆国)
- 21日
  - エンジェリック・カンヴァセーション( イギリス)
  - 男と女 II( フランス)
  - クロコダイル・ダンディー( オーストラリア)
  - 処刑ライダー( アメリカ合衆国)
  - 泣き虫チャチャ( 日本)
  - 螢川( 日本)
- 27日
  - スイート・リーディング( スイス)
  - 蝶の翅( スイス)
  - ベアトリス( スイス)
  - 湖のほとり( スイス)
- 28日
  - ミスター・ソウルマン( アメリカ合衆国)

### 3月
- 7日
  - スタートレックIV 故郷への長い道( アメリカ合衆国)
  - ブラッド・シンプル( アメリカ合衆国)
  - ゴールデン・チャイルド( アメリカ合衆国)
- 14日
  - エイプリル・フール( アメリカ合衆国)
  - ZOMBIO/死霊のしたたり( アメリカ合衆国)
  - ニンジャ( アメリカ合衆国)
  - フェリスはある朝突然に( アメリカ合衆国)
  - C階段( フランス)
  - ユリシーズ( 西ドイツ)
  - エル・ニド( スペイン)
  - 盗まれた飛行船( チェコスロバキア)
  - 王立宇宙軍 オネアミスの翼( 日本・アニメ)
  - ドラえもん のび太と竜の騎士( 日本・アニメ)
  - オバケのQ太郎 とびだせ! 1/100大作戦( 日本・アニメ)
  - プロゴルファー猿 甲賀秘境! 影の忍法ゴルファー参上!( 日本・アニメ)
  - 東映まんがまつり
    - グリム童話 金の鳥( 日本・アニメ)
    - 新メイプルタウン物語 パームタウン編( 日本・アニメ)
    - 超新星フラッシュマン 大逆転!タイタンボーイ!!( 日本)

  - ダーティペア( 日本・アニメ)
  - バツ&テリー( 日本・アニメ)
- 20日
  - マイ・ビューティフル・ランドレット( イギリス)
- 21日
  - 愛は静けさの中に( アメリカ合衆国)
  - 夜霧のマンハッタン( アメリカ合衆国)
  - ミリィ/少年は空を飛んだ( アメリカ合衆国)
  - ボルテックス( アメリカ合衆国)
  - エンドア/魔空の妖精( アメリカ合衆国)
  - モナリザ( イギリス)
  - ビー・バップ・ハイスクール 高校与太郎行進曲( 日本)
  - ブンナよ木からおりてこい( 日本)
  - 本場ぢょしこうマニュアル 初恋微熱篇 ( 日本)
- 25日
  - エル・トポ( メキシコ)
  - おじさんは原始人だった( 日本)

### 4月
- 2日
  - デヴィッド・ホックニー/彼と彼 とても大きな水しぶき( イギリス)
- 4日
  - オフィシャル・ストーリー( アルゼンチン)
  - クリッター( アメリカ合衆国)
  - 道中の点検( ソビエト連邦)
- 9日
  - ヘル・レイザー( イギリス)
- 11日
  - アイドルを探せ( 日本)
  - いとしのエリー( 日本)
  - 女ざかり/ホリーとサンディ( アメリカ合衆国)
  - サボテン・ブラザース( アメリカ合衆国)
  - タッチ3 君が通り過ぎたあとに( 日本・アニメ)
  - Let’s 豪徳寺!( 日本)
- 17日
  - バウンティフルへの旅( アメリカ合衆国)
- 18日
  - 悪魔の改造人間( カナダ)
  - アダージェット/モーリス・ベジャールの時間( フランス)
  - アメリカン忍者( アメリカ合衆国)
  - カルメン( フランス/ イタリア)
  - クロスロード( アメリカ合衆国)
  - スタンド・バイ・ミー( アメリカ合衆国)
  - すみれは、ブルー( アメリカ合衆国)
  - デヴィッド・バーンのトゥルー・ストーリー( アメリカ合衆国)
  - ペギー・スーの結婚( アメリカ合衆国)
  - ミッション( イギリス)
  - リトルショップ・オブ・ホラーズ( アメリカ合衆国)
  - ロンリー・ハート( アメリカ合衆国)
- 24日
  - スターダスト・ストーリー 星砂物語( 日本)
- 25日
  - 美しさと哀しみと( フランス)
  - エレメント・オブ・クライム( デンマーク)
  - 男たちの挽歌( イギリス領香港)
  - キング・ソロモンの秘宝2/幻の黄金都市を求めて( アメリカ合衆国)
  - サクリファイス( スウェーデン/ フランス)
  - 湘南爆走族( 日本)
  - 蜀山奇傅 天空の剣( イギリス領香港)
  - バック・トゥ・スクール( アメリカ合衆国)
  - ベッドタイムアイズ( 日本)
  - 緑の光線( フランス)
  - メイク・アップ( 日本)
  - モーニングアフター( アメリカ合衆国)
  - 妖獣都市( 日本・アニメ)
- 29日
  - プラトーン( アメリカ合衆国)

### 5月
- 2日
  - ブルーベルベット( アメリカ合衆国)
- 9日
  - ジョーズ・バーバー・ショップ( アメリカ合衆国)
  - 吐きだめの悪魔( アメリカ合衆国)
  - 片腕サイボーグ( イタリア)
  - 親鸞 白い道( 日本)
- 15日
  - ジュリオの当惑( イタリア)
  - アエリータ（ ソビエト連邦）[1]
- 16日
  - ダブルボーダー( アメリカ合衆国)
  - ノー・マーシィ/非情の愛( アメリカ合衆国)
  - WANTED/ウォンテッド( アメリカ合衆国)
  - クリープス( アメリカ合衆国)
  - 刑事物語5 やまびこの詩( 日本)
  - ウェルター( 日本)
- 23日
  - ステッペンウルフ/荒野の狼( アメリカ合衆国)
  - ハリー奪還( アメリカ合衆国)
  - ブラック・ウィドー( アメリカ合衆国)
  - マイアミ5( アメリカ合衆国)
  - マックス、モン・アムール( フランス)
  - 追想のオリアナ( ベネズエラ/ フランス)
  - ちょうちん( 日本)
- 30日
  - シカゴ・コネクション/夢みて走れ( アメリカ合衆国)
  - ジャンピン・ジャック・フラッシュ( アメリカ合衆国)
  - 太陽の7人( アメリカ合衆国)
  - エミリーの未来( 西ドイツ/ フランス)
  - 若妻の匂い( イタリア/ フランス)
  - スカイ・レイダース( オーストラリア)
  - あいつに恋して( 日本)

### 6月
- 1日
  - 悦楽の闇( イタリア/ フランス)
- 4日
  - 人形( ポーランド)
- 6日
  - ザ・ブルード/怒りのメタファー( カナダ)
  - デッドゾーン( カナダ)
  - 必殺4 恨みはらします( 日本)
- 12日
  - マーラー( イギリス)
- 13日
  - 愛と栄光への日々/ライト・オブ・デイ( アメリカ合衆国)
  - エンゼル・ハート( アメリカ合衆国)
  - オックスフォード・ブルース( アメリカ合衆国)
  - シャタラー( イタリア/ 日本)
  - 精霊のささやき( 日本)
  - 微熱少年( 日本)
  - 星の牧場( 日本)
  - ポリスアカデミー4/市民パトロール( アメリカ合衆国)
  - 溝の中の月( フランス)
  - 吉原炎上( 日本)
  - リーサル・ウェポン( アメリカ合衆国)
- 14日
  - バス( 日本)
- 15日
  - ランボー/地獄の季節( イタリア/ フランス)
- 20日
  - 恋しくて( アメリカ合衆国)
  - 最後の戦い( フランス)
  - 特攻サンダーボルト作戦( アメリカ合衆国)
  - パリ特捜刑事( フランス)
  - 摩天楼はバラ色に( アメリカ合衆国)
- 27日
  - アメリカの友人( 西ドイツ/ フランス)
  - ファイアー・ドラゴン( イギリス領香港)
  - プレデター( アメリカ合衆国)

### 7月
- 3日
  - 真夏の夜の夢( スペイン/ イギリス)
- 4日
  - 必殺コマンド( アメリカ合衆国)
  - フォービデン・ゾーン( アメリカ合衆国)
  - メタルストーム( アメリカ合衆国)
  - 蘭の肉体( フランス/ イタリア/ 西ドイツ)
  - 次郎物語( 日本)
  - 新宿純愛物語( 日本)
  - 恐怖のヤッちゃん( 日本)
- 10日
  - ジミ・ヘン&オーティス/ライブ・アット・モンタレー( アメリカ合衆国)
- 11日
  - ビバリーヒルズ・コップ2( アメリカ合衆国)
  - 漂流教室( 日本)
  - 舞妓物語( 日本)
  - 二十四の瞳( 日本)
- 13日
  - グレートウォール( アメリカ合衆国)
- 14日
  - マップス 伝説のさまよえる星人たち( 日本・アニメ)
  - TWD EXPRESS( 日本・アニメ)
- 18日
  - 地獄のデビル・トラック( アメリカ合衆国)
  - 世にも不思議なアメージング・ストーリー( アメリカ合衆国)
  - ベルイマンの世界/ドキュメント「ファニーとアレクサンデル」( スウェーデン)
  - ドラゴン忍者( イギリス領香港)
  - 東映まんがまつり
    - ドラゴンボール 魔神城のねむり姫( 日本・アニメ)
    - 聖闘士星矢( 日本・アニメ)
    - 光戦隊マスクマン( 日本)
    - 超人機メタルダー( 日本)
- 21日
  - Bugってハニー メガロム少女舞4622( 日本・アニメ)
- 25日
  - ローリー・アンダーソン/0&1( アメリカ合衆国)
  - 眺めのいい部屋( イギリス)
  - 風が吹くとき( イギリス・アニメ)
  - 昇天峠( メキシコ)
  - スサーナ( メキシコ)
  - プロジェクトA2 史上最大の標的( イギリス領香港)
  - ラッコ物語( 日本)

### 8月
- 1日
  - あいつとララバイ 水曜日のシンデレラ( 日本・アニメ)）
  - アメリカ物語( アメリカ合衆国)
  - いじわる家族といたずらドッグ( アメリカ合衆国)
  - 彗星に乗って( チェコスロバキア・アニメ)
  - 19 ナインティーン( 日本)
  - 肉体の悪魔( イタリア/ フランス)
  - ハチ公物語( 日本)
  - バリバリ伝説( 日本・アニメ)
  - ゆきゆきて、神軍( 日本)
- 7日
  - テレーズ( フランス)
- 8日
  - 悪魔の毒々ハイスクール( アメリカ合衆国)
  - エリソー( ソビエト連邦)
  - カラヴァッジオ( イギリス)
  - ジョーズ'87/復讐篇( アメリカ合衆国)
  - 夏草の女たち( 日本)
  - ハリーとヘンダスン一家( アメリカ合衆国)
  - ロストボーイ( アメリカ合衆国)
- 15日
  - 愛なき女( メキシコ)
  - 嵐が丘( メキシコ)
  - 男はつらいよ 知床慕情( 日本)
  - シャコタン☆ブギ( 日本)
  - 26人のコミッサール( ソビエト連邦)
  - 塀の中の懲りない面々( 日本)
  - 名門!多古西応援団( 日本)
- 21日
  - 村正( 日本)
- 22日
  - 飛べ、バージル/プロジェクトX( アメリカ合衆国)
  - レジェンド/光と闇の伝説( アメリカ合衆国)
- 29日
  - アラモベイ( アメリカ合衆国)
  - エル( メキシコ)
  - オメガ・シンドローム/恐怖の暗殺団( アメリカ合衆国)
  - ギャルソン!( フランス)
  - キングの報酬( アメリカ合衆国)
  - CIA 殺しの報酬( アメリカ合衆国)
  - シェイカーラン( ニュージーランド)
  - スコルピオン( アメリカ合衆国)
  - ハワイアン・ドリーム( 日本)
  - ブービートラップ( アメリカ合衆国)
  - 必殺マグナム( アメリカ合衆国)
  - 乱暴者( メキシコ)
  - ルード・ボーイ( イギリス)

### 9月
- 5日
  - イタズ 熊( 日本)
  - 女衒 ZEGEN( 日本)
  - 火龍( イギリス領香港/ 中国)
  - フルカウント( キューバ)
- 12日
  - 愛は危険な香り( アメリカ合衆国)
  - 蒼い奴隷( フランス)
  - 宇宙要塞からの脱出( アメリカ合衆国)
  - 女テロリストの秘密( イタリア)
  - この愛の物語( 日本)
  - さらば愛しき人よ( 日本)
  - スキャンダラス・鏡の中の背徳( イタリア)
  - 弾丸刑事ニック&フランク( アメリカ合衆国)
  - 超高性能兵器サイクロン( アメリカ合衆国)
  - ハンバーガー・ヒル( アメリカ合衆国)
  - ローザ・ルクセンブルク( 西ドイツ)
  - ロマノフ王朝の最期( ソビエト連邦)
- 19日
  - エマニエル ハーレムの熱い夜( フランス)
  - クリエイター( アメリカ合衆国)
  - 狂えるメサイア( イギリス)
- 23日
  - 友よ、風に抱かれて( アメリカ合衆国)
- 25日
  - 迷宮物語( 日本・アニメ)
- 26日
  - アクエリアス( イタリア)
  - 尼僧白書( イタリア)
  - グラマー・エンジェル危機一発( アメリカ合衆国)
  - 黒い炎・情事( イタリア)
  - ストリッパー殺人事件( アメリカ合衆国)
  - 竹取物語( 日本)
  - 電脳ネットワーク23/マックス・ヘッドルーム( イギリス)

- 27日
  - 於宇同( 韓国)
- 29日
  - 死霊の盆踊り( アメリカ合衆国)

### 10月
- 2日
  - アメリカ帝国の滅亡( カナダ)
- 3日
  - アンタッチャブル( アメリカ合衆国)
  - イーストウィックの魔女たち( アメリカ合衆国)
  - グッバイ・ヒーロー( 日本/ アメリカ合衆国/ イタリア)
  - グローイング・アップ7/恋の卒業パーティ( イスラエル/ アメリカ合衆国)
  - パッショネイト 悪の華( アメリカ合衆国)
  - パッセンジャー 過ぎ去りし日々( 日本)
  - パンダ物語 ピンピンの大冒険( 中国/ イギリス領香港)
  - ベイビー・イッツ・ユー( アメリカ合衆国)
  - まんちぃず( アメリカ合衆国)
- 4日
  - オバケちゃん( 日本)
- 5日
  - 戒厳令下チリ潜入記( スペイン)
- 9日
  - エリア・カザンの肖像( フランス)
  - グッドモーニング・バビロン!( イタリア/ フランス/ アメリカ合衆国)
  - 紳士協定( アメリカ合衆国)
- 10日
  - カラスの飼育( スペイン)
  - ケニー( カナダ/ アメリカ合衆国/ 日本)
  - 極道の妻たちII( 日本)
  - 勝利への旅立ち( アメリカ合衆国)
  - 体験( ブラジル)
  - ブラインド・デート( アメリカ合衆国)
  - プリック・アップ( イギリス)
  - ゆめこの大冒険( 日本)
- 12日
  - ゴンドラ( 日本)
- 17日
  - サルバドル/遥かなる日々( アメリカ合衆国)
  - ラヴ・ストリームス( アメリカ合衆国)
  - 竜馬を斬った男( 日本)
  - ロビンソンの庭( 日本)
- 24日
  - 風のあるぺじお( 日本)
  - 光る女( 日本)
  - ラジオ・デイズ( アメリカ合衆国)
  - やるときゃやるぜ! COME BACK HERO( 日本)
  - サイレント・ボイス/愛を虹にのせて( アメリカ合衆国)
- 26日
  - キクロプス CYCLOPS( 日本)
- 30日
  - 炎628( ソビエト連邦)
- 31日
  - おれは男だ! 「完結編」( 日本)
  - コカコーラ・キッド( オーストラリア)
  - 黒砲事件( 中国)
  - 大閲兵( 中国)
  - ダーティー・ランドリー/悪い奴ほどよく洗え( アメリカ合衆国)
  - トリナクリア PORSCHE959( 日本)
  - BU・SU( 日本)
  - フーズ・ザット・ガール( アメリカ合衆国)
  - 普通の女( オーストラリア)
  - 冬の嵐( アメリカ合衆国)

### 11月
- 1日
  - ベルリン・美しき夢( 西ドイツ)
- 6日
  - 若人よ いのちと愛のメッセージ( 日本)
- 7日
  - アメリカのように( ハンガリー/ 西ドイツ/ 日本)
  - 最後の冬( 中国)
  - 鮮血の美学( アメリカ合衆国)
  - 水もまた燃える( トルコ/ 西ドイツ/ 日本)
  - モンスター・イン・ザ・クローゼット/暗闇の悪魔( アメリカ合衆国)
  - 恋愛季節( 中国)
- 14日
  - 愛はクロスオーバー( 日本)
  - アラカルト・カンパニー( 日本)）
  - 悲しみのヴァイオリン( フランス)
  - サンタリア 魔界怨霊( アメリカ合衆国)
  - 死者の訪問( 中国)
  - スタンド・イン/続黒砲事件( 中国)
  - ラ★バンバ( アメリカ合衆国)
  - 別れぬ理由( 日本)
- 21日
  - 永遠の1/2( 日本)
  - 家庭教師( 日本)
  - ゴキブリたちの黄昏( 日本)
  - 死霊の棲む館( アメリカ合衆国)
  - 死霊のはらわたII( アメリカ合衆国)
  - タイパン( アメリカ合衆国)
  - ダーティ・ダンシング( アメリカ合衆国)
  - 盗馬賊( 中国)
  - トリエステから来た女( イタリア)
  - 呪われたランプ( アメリカ合衆国)
  - ハッピー'49( ユーゴスラビア)
  - フリーター( 日本)
  - 古井戸( 中国)
  - 塀の中のプレイ・ボール( 日本)
  - 私をスキーに連れてって( 日本)
- 28日
  - 狂気の愛( フランス)
  - 卒業プルーフ( 日本)
  - ピエラ・愛の遍歴( イタリア/ フランス/ 西ドイツ)
- 29日
  - さよならは言わないで( イスラエル)

### 12月
- 1日
  - 1000年刻みの日時計 牧野村物語( 日本)
- 5日
  - インナースペース( アメリカ合衆国)
  - ドールズ( アメリカ合衆国)
  - 吐きだめのヒーロー( アメリカ合衆国)
  - ハリウッド・コップ( アメリカ合衆国)
  - フロム・ビヨンド( アメリカ合衆国)
  - レッドソニア( アメリカ合衆国)
  - ランボー者( アメリカ合衆国)
  - 心の棘( イタリア/ フランス)
  - 愛の記録( ポーランド)
- 6日
  - トラブル・イン・マインド( アメリカ合衆国)
- 11日
  - 薔薇の名前( フランス/ イタリア/ 西ドイツ)
- 12日
  - バトルランナー( アメリカ合衆国)
  - ドラキュリアン( アメリカ合衆国)
  - バイオレンス・コップ( アメリカ合衆国)
  - 007 リビング・デイライツ( イギリス /  アメリカ合衆国)
  - ジュビリー/聖なる年( イギリス)
  - ベティ・ブルー/愛と激情の日々( フランス)
  - 七福星( イギリス領香港)
  - あぶない刑事( 日本)
  - ビー・バップ・ハイスクール 高校与太郎狂騒曲( 日本)
  - はいからさんが通る( 日本)
- 15日
  - ベルリン忠臣蔵 ( 西ドイツ)
- 18日
  - 森の伝説 PART-1( 日本・アニメ)
- 19日
  - スーパーマン4 最強の敵( アメリカ合衆国)
  - 死刑執行人もまた死す( アメリカ合衆国)
  - 愛しのロクサーヌ( アメリカ合衆国)
  - バタリアン2( アメリカ合衆国)
  - デス・ポイント/非情の罠( アメリカ合衆国)
  - アリア( イギリス)
  - ZOO( イギリス)
  - あなたがいたら/少女リンダ( イギリス)
  - 第27囚人戦車隊( デンマーク)
  - ドン松五郎の大冒険( 日本)
  - 「さよなら」の女たち( 日本)
  - 源氏物語( 日本)
  - 待ち濡れた女( 日本)
  - ゴルフ夜明け前( 日本)
- 25日
  - ニューヨーク東8番街の奇跡( アメリカ合衆国)
  - 海辺のアインシュタイン( アメリカ合衆国)
- 26日
  - 地獄からの復讐/コマンドー・ウルフ( アメリカ合衆国)
  - ディックの奇妙な日々( アメリカ合衆国)
  - 奴らを2回黙らせろ!( アメリカ合衆国)
  - 軍用列車大爆破( ユーゴスラビア/ ソビエト連邦/ アメリカ合衆国)
  - ソポトへの旅( グルジア・ソビエト社会主義共和国)
  - ロビンソナーダ( グルジア・ソビエト社会主義共和国)
  - ルシア( キューバ)
  - 男はつらいよ 寅次郎物語( 日本)
  - 女咲かせます( 日本)
  - ルパン三世 風魔一族の陰謀( 日本・アニメ)